# جورج لين (ملحن)
جورج لين (بالإنجليزية: George Lynn)‏ هو موزع وملحن أمريكي، ولد في 5 أكتوبر 1915، وتوفي في 16 أبريل 1989.

## وصلات خارجية
- جورج لين على موقع ميوزك برينز (الإنجليزية)